# Євангеліє від Івана

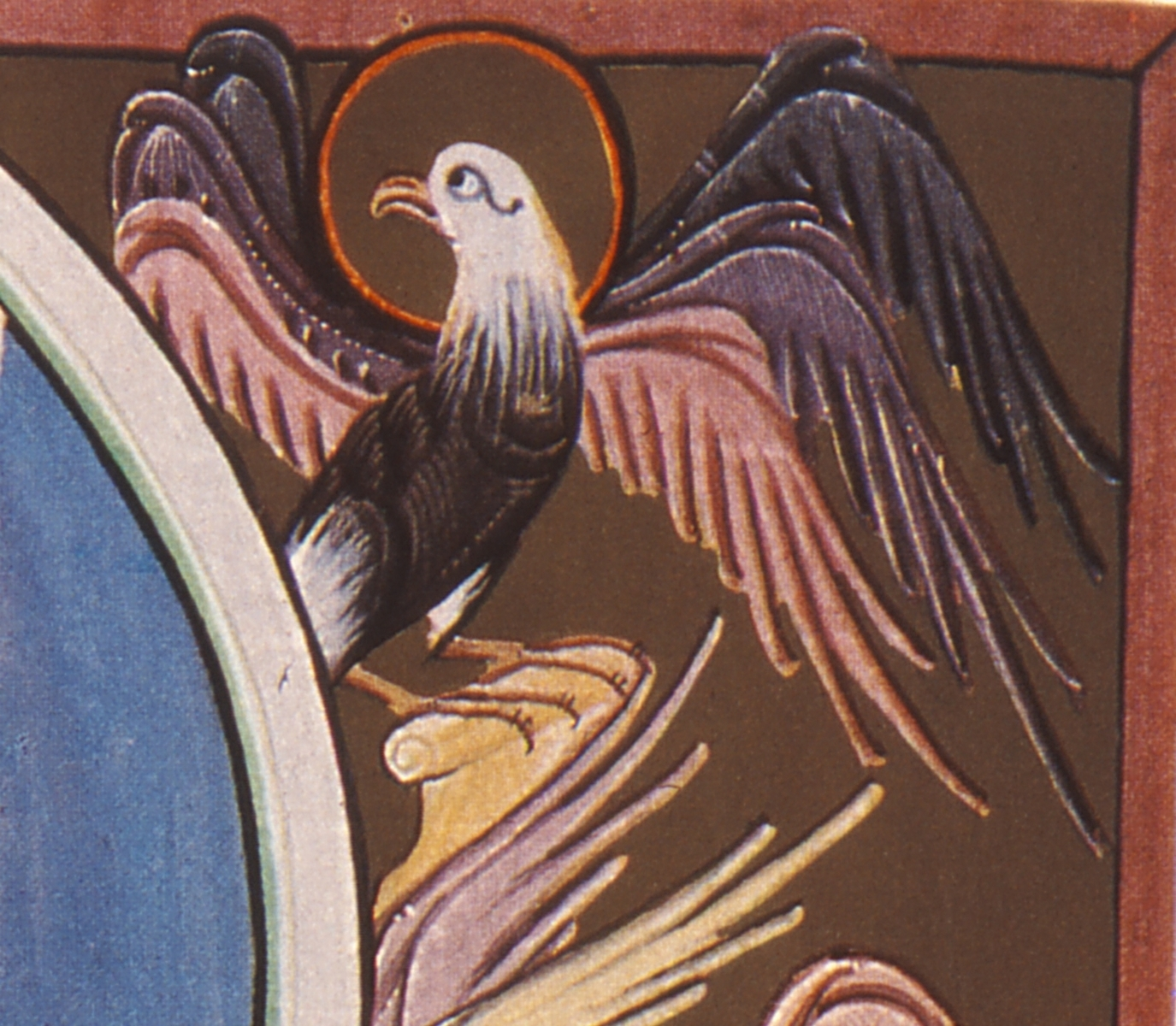
Орел часто слугує символом та атрибутом для євангеліста Іоанна

Єва́нгеліє від Іва́на (Іоанна або Йоана) — книга Нового Завіту Біблії, авторство якого приписується найчастіше апостолу Іоанну, деколи пресвітеру Йоану або невстановленому «улюбленому учневі». Між тим, більшість новозавітних досліджень виходить з того, що і літературна композиція, і богословський профіль Євангелія від Іоанна свідчать проти того, що автором тексту був очевидець і учень Ісуса Христа. Проте вагомим є той факт на противагу даної теорії, що говорить сам автор Євангелії: «Це той учень, що свідчить про це, що й оце написав. І знаємо ми, що правдиве свідоцтво його!». З мови оригіналу слово «μαρτυρων» перекладається, як «той, що засвідчує», та спільнокореневе до нього слово «μάρτυς» означає «свідок». Як твір, радше за все найпізніший з усіх новозавітних Євангелій, який датується кінцем I століття, а місцем написання зазвичай вказується Ефес, хоча розглядалися й інші місця (Антіохія Сирійська, Александрія). Саме в цьому Євангелії (глава 10 , вірш 30) Ісус каже що він і Бог — одне ціле .

## Зміст

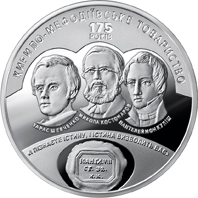
«І пізнаєте істину, і істина визволить вас» — цитата з Ів. 8:32 на українській монеті 2020 року

Євангеліє від Івана складається з 21 глави. У перших 5 рядках Ісус зветься Богом Словом, втіленням Божого Слова, через яке все повстало:
|  | Споконвіку було Слово, а Слово в Бога було, і Бог було Слово. Воно в Бога було споконвіку. Усе через Нього повстало, і ніщо, що повстало, не повстало без Нього.І життя було в Нім, а життя було Світлом людей. А Світло у темряві світить, і темрява не обгорнула його.(Ів. 1:1–5) |

Як і Марко, він розпочинає опис земного шляху Христа не з дитинства, а з початку Його дорослого служіння, а саме — з Його хрещення в Івана Хрестителя. Сам текст Євангелія від Івана складається з 21 глави і умовно ділиться на чотири частини:
- Пролог — гімн про Христа — втілення вічного Слові й Бога,
- Проповіді та чудеса земного життя Ісуса Христа,
- Страсті Христові — період від тайної вечері до Воскресіння,
- Епілог — з'явлення воскреслого Христа учням апостолам.

Порівнюючи хронологію синоптиків з хронологією, що її подає Іван, видається, що він уточнює те, що синоптики залишили непевним. Іван, наприклад, подає три відмінні Пасхи і розширює прилюдне життя Ісуса майже на три роки. Так у Ів. 2:11 ясно сказано, що початком чудес, зроблених Ісусом, було чудо у Кані Галілейській, про яке синоптики теж не згадують. Також і інші доповнення до синоптичних Євангелій свідчать, що автор пише по своєму особистому та прямому знанні подій доповнюючи те, що синоптики не писали. Наприклад синоптики не писали, хто був той учень, що ударом меча відтяв праве вухо слузі первосвященика, ні як звався слуга. Іван уточнює: той учень був Петро, а слуга звався Малх (Ів. 18:10). Івановий твір названий «духовним» Євангелієм, що пояснює його спеціальний характер. Всіма способами це Євангеліє підкреслює, що Христос є Божим Сином (Ів. 20:31).

## Характеристика

### Час

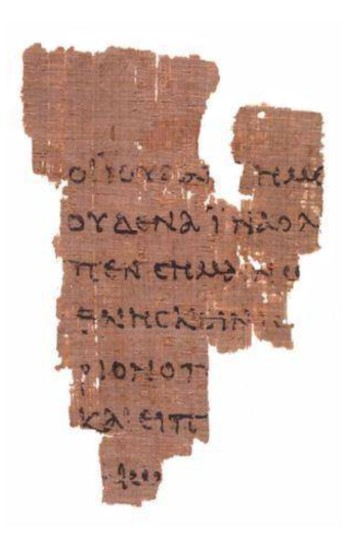
Папірус бібліотеки Райландс — найдревніший відомий текст Євангелія від Івана. Датується 125 роком.

Іван писав Євангеліє найпізніше серед євангелістів — у 85–90-ті роки після Різдва Христового у місті Ефесі. Іван наводить багато фактів, про які не згадують інші євангелісти у Синоптичних Євангеліях, особливо те, що Ісус говорив своїм учням незадовго до смерті, а також ретельно описує події після смерті й воскресіння Христа. Іван підкреслює Божественну природу Ісуса Христа і глибоку любов Ісуса до людей, а також те, який світ отримають люди, які вірують у Спасителя і Господа Бога.

### Мета
Багато біблеїстів вважають, що однією з цілей написання Євангелії була боротьба з докетизмом, тобто вченням, яке проголошувало, що людяність Христа була очевидною, саме тому автор неодноразово підкреслює, що Христос мав звичайне людське тіло. Фраза «Слово стало тілом» (Ів. 1:14) підкреслює «чисту людяність» Христа. Поточна думка дуже давня і сходить до Іренея Ліонського, який стверджував, що Євангеліє від Іоанна було полемічним твором, написаним проти Керинфа(Adv. Haer. 3,11.1). Врешті, це не найголовніша причина написання Євангелія.
Робилися спроби показати, що головним приводом появи Євангелія було доповнення розповіді Синоптиків. Однак розповідь Іоанна занадто незалежна від Синоптиків.
Деякі екзегети намагалися стверджувати, що четверте Євангеліє було написане проти невіруючих євреїв. Інші, що вона спрямована проти продовжувачів вчення Івана Хрестителя.
На думку інших, Євангеліє було написане для того, щоб дати світові еллінізовану версію християнства. Ця гіпотеза в основному базується на використанні філософського терміну «логос».
Метою написання свого Євангелія автор пояснює наступне: «Це написано, щоб ви увірували, що Ісус є Месія, Син Божий, і щоб, увірувавши, ви мали життя в ім'я Його» (Ів. 20:31). Немає підстав відкидати це пояснення. Однак ці слова вважаються завершенням так званого Євангелія від знамень і не обов'язково належать до всього Євангелія.

## Переклад
Переклад Євангелії українською мовою здійснювався не раз, отож внизу наводяться спроба відтворити повний перелік у хронологічній послідовності.
| Рік  | Переклад            | Приклад | Ланк   |
| ---- | ------------------- | --- | ------ |
| -    | Койне               | - | [ 8 ]  |
| 1860 | П. Морачевський     | «Споконвіку було Слово, і Слово було у Бога, і Слово було Бог. Воно було споконвіку у Бога. Усе через Нього сталось, і без Нього ніщо не сталось, що сталось. В Ньому була жизнь, і жизнь була світ людям.»                     | [ 9 ]  |
| 1903 | П. Куліш і І. Пулюй | «У починї було Слово, й Слово було в Бога, й Бог було Слово. Воно було в починї у Бога. Все Ним стало ся; і без Него не стало ся нїщо, що стало ся. У Йому життє було: й життє було сьвітлом людям.»                            | [ 10 ] |
| 1937 | І. Огієнко          | «Споконвіку було Слово, а Слово в Бога було, і Бог було Слово. Воно в Бога було споконвіку. Усе через Нього повстало, і ніщо, що повстало, не повстало без Нього. І життя було в Нім, а життя було Світлом людей.»              | [ 11 ] |
| 1963 | І. Хоменко          | «Споконвіку було Слово, і з Богом було Слово, і Слово було — Бог. З Богом було воно споконвіку. Ним постало все, і ніщо, що постало, не постало без нього. У ньому було життя, і життя було — світло людей.»                    | [ 12 ] |
| 2004 | Філарет             | «Споконвіку було Слово, і Слово було у Бога, і Слово було Бог. Воно було споконвіку в Бога. Все через Нього сталось, і без Нього ніщо не сталося, що сталося. У Ньому було життя, і життя було світлом людям.»                  | [ 13 ] |
| 1997 | Р. Турконяк         | «На початку було Слово, і Слово було в Бога, і Слово було Бог. Воно на початку було в Бога. Усе через Нього постало, і без Нього не постало нічого з того, що постало. У Ньому було життя, — і життя було Світлом людей.»       | [ 14 ] |
| 2014 | Новий світ          | На початку було Слово, Слово було з Богом, і Слово було богом. Воно було з Богом на початку. Усе з'явилося через нього, і без нього ніщо не з'явилось. Тим, що з'явилося через нього, було життя. Життя було світлом для людей. | [ 15 ] |
| 2020 | Ю. Попченко         | На початку було Слово, і Слово було з Богом, і Слово було Бог. Воно було на початку з Богом. Усе було створено Ним, і без Нього нічого не було створено, що було створено. У Ньому було життя, і життя було світлом для людей.  | [ 16 ] |

### Українською
- Джузеппе Ріцціотті. Життя Ісуса Христа. Видання Українського католицького університету ім. св. Климента Папи. Том XLIX-L. Рим. 1979.

### Англійською
- L. Morris: The Gospel According to John. Wm. B. Eerdmans, 1995.
- Frederick Fyvie Bruce: The Gospel of John. Grand Rapids: Wm. B. Eerdmans Publishing, 1994, s. 12. ISBN 0-8028-0883-2.
- Frederick Fyvie Bruce: The Gospel of John. Grand Rapids: William B. Eerdmans Publishing Company, 1994. ISBN 0-8028-0883-2.
- Donald Arthur Carson: The Gospel according to John. Grand Rapids: William B. Eerdmans Publishing, 1991. ISBN 0-85111-749-X.
- Andreas J. Köstenberger: John: Baker Exegetical Commentary on the New Testament. Grand Rapids: Baker Academic, 2004. ISBN 0-8010-2644-X.
- Richard C.H. Lenski: The Interpretation of St. John's Gospel 11-21. Minneapolis: Augsburg Fortress, 2008. ISBN 978-0-8066-8090-3.
- Leon Morris: The Gospel According to John. Grand Rapids: Wm. B. Eerdmans Publishing, 1995, seria: NICNT. ISBN 0-8028-2504-4.